# Omnisport Apeldoorn
Das Omnisport Apeldoorn ist eine Mehrzweckhalle mit Radrennbahn in der niederländischen Großstadt Apeldoorn.

## Geschichte
Das Omnisport Apeldoorn wurde 2008 eröffnet und besteht aus zwei Hallen. In der Halle mit der 250-Meter-Radrennbahn befindet sich zudem eine Leichtathletikanlage für Hallenwettbewerbe mit einer 200 Meter langen Laufbahn. 5000 Zuschauer finden in ihr Platz. Die kleinere Halle für 2000 Zuschauer ist vorwiegend für Volleyball gedacht. Neben den Hallen befindet sich zudem eine Eisbahn. Das Omnisport beherbergt eine von drei Hallenradrennbahnen in den Niederlanden, neben dem Velodrome Amsterdam und dem Sportpaleis Alkmaar.
Im Oktober 2015 musste die Radrennbahn im Omnisport zum zweiten Mal innerhalb eines Jahres geschlossen werden, da der Holzbelag der Bahn splitterte und sich die Rennfahrer bei Stürzen hätten verletzen können. Die bei den Bahnradsport-Europameisterschaften 2015 erfolgreiche niederländische Bahn-Nationalmannschaft musste zur Vorbereitung auf den Olympischen Spielen 2016 in Rio de Janeiro auf eine andere Trainingsstätte ausweichen. Eine Sanierung dauerte bis zum Herbst 2016 und kostete rund 900.000 Euro.

## Veranstaltungen
2011 wurden im Omnisport die Bahn-Weltmeisterschaften wie auch die Bahn-Europameisterschaften ausgetragen. Im Frühjahr 2012 bereitete sich hier die deutsche Nationalmannschaft auf die folgenden Bahn-Weltmeisterschaften in Melbourne vor. 2013 fanden hier erneut die Bahn-Europameisterschaften statt und im März 2015 die Paracycling-Bahnweltmeisterschaften. 2018 wurden im Omnisport die Bahn-Weltmeisterschaften hier ausgetragen und 2019 die Bahn-Europameisterschaften. 2015 und 2019 war das Omnisport Austragungsort von Paracycling-Bahnweltmeisterschaften. Ebenfalls 2019 war die Halle ein Spielort der Volleyball-Europameisterschaft der Männer.
2016 wurde im komplett ausverkauften Omnisport der Giro d’Italia gestartet. In Anwesenheit von König Willem-Alexander gingen von hier aus die Fahrer auf die erste Etappe, ein Einzelzeitfahren.
Anfang Mai 2022 vergab die European Athletic Association (EAA) die Leichtathletik-Halleneuropameisterschaften 2025 an die Stadt Appeldorn mit dem Omnisport.

## Sitze von Verbänden und Vereinen
Das Omnisport ist Standort und Heimstätte zahlreicher Vereine und Verbände, darunter die niederländische Bahnrad-Nationalmannschaft, der lokale Radsportverein De Adelaar und die Stichting Apeldoorn Atletiekstad.

## Galerie

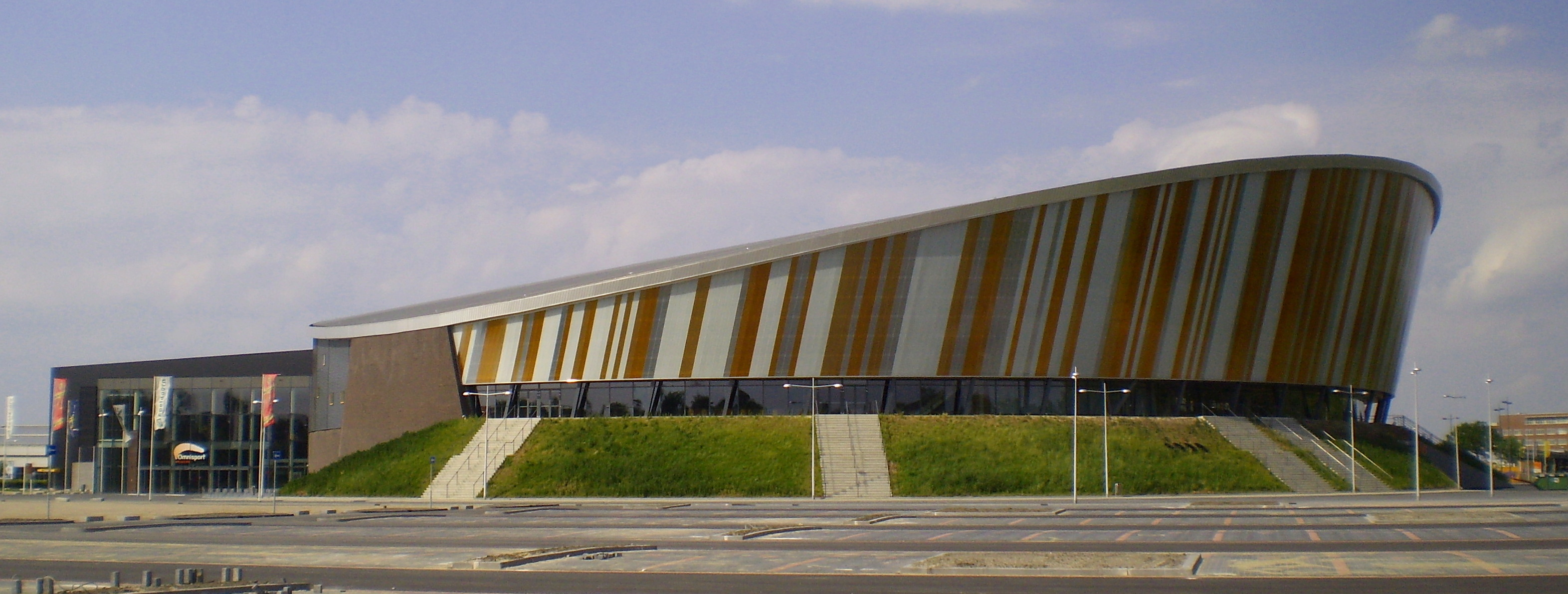
Das Omnisport Apeldoorn im Mai 2010
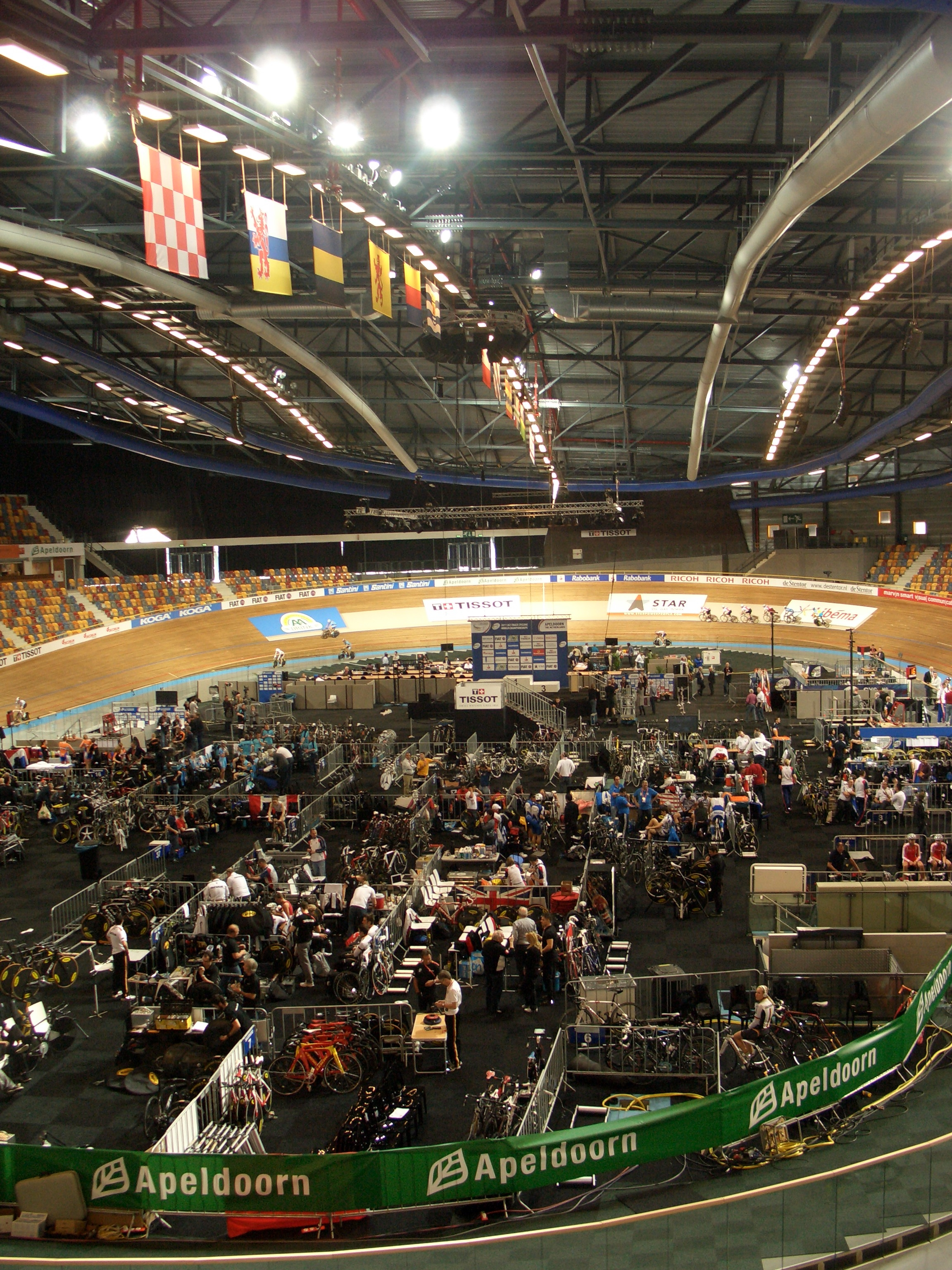
Innenansicht bei den Bahn-Weltmeisterschaften 2011
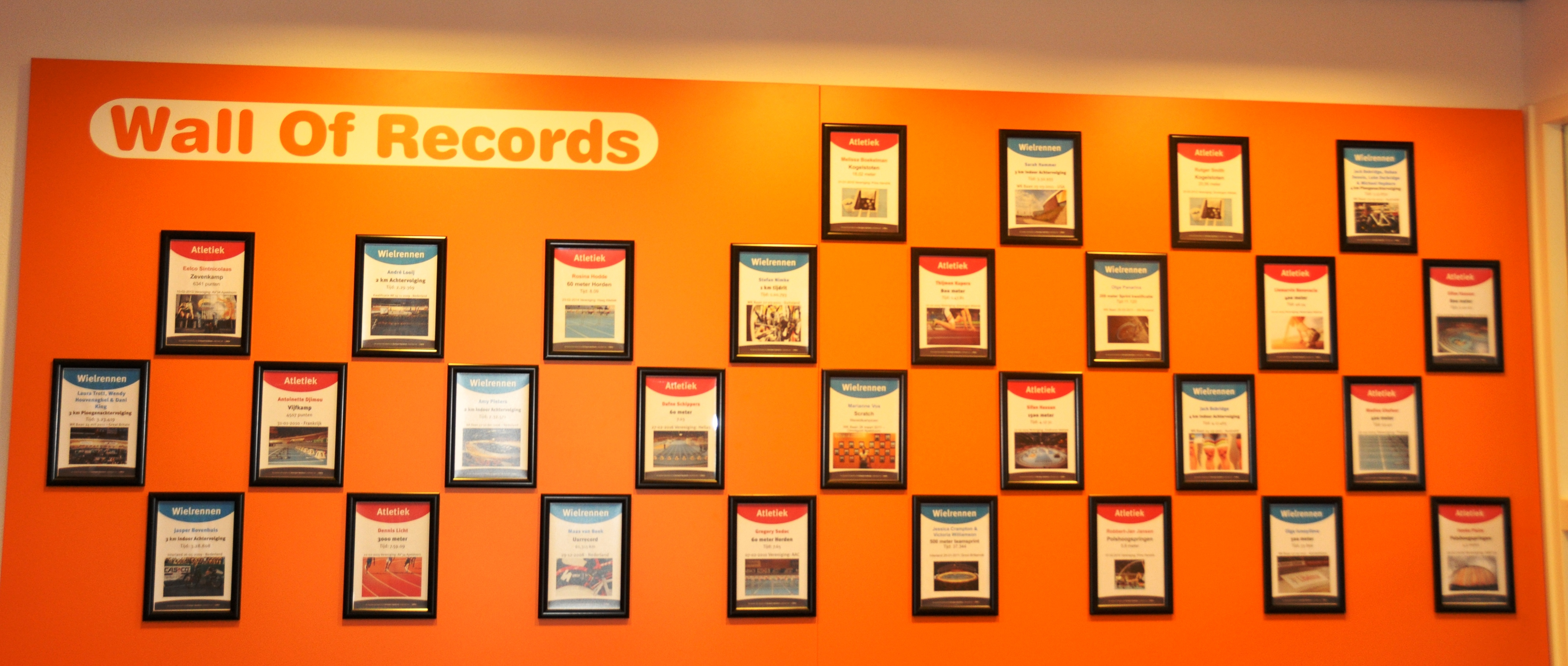
Wall of Records (2017)
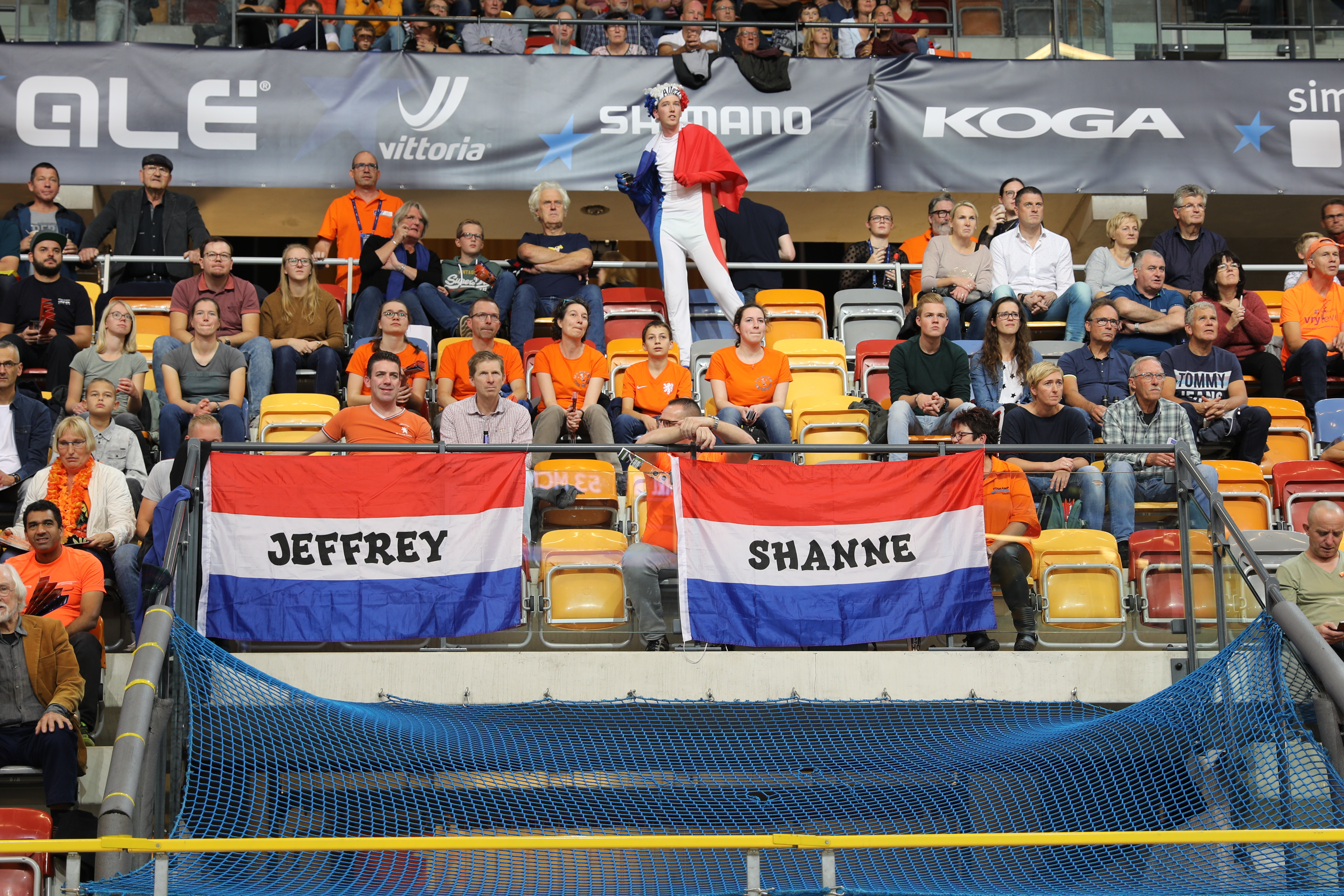
Tribüne während der Bahn-EM 2019
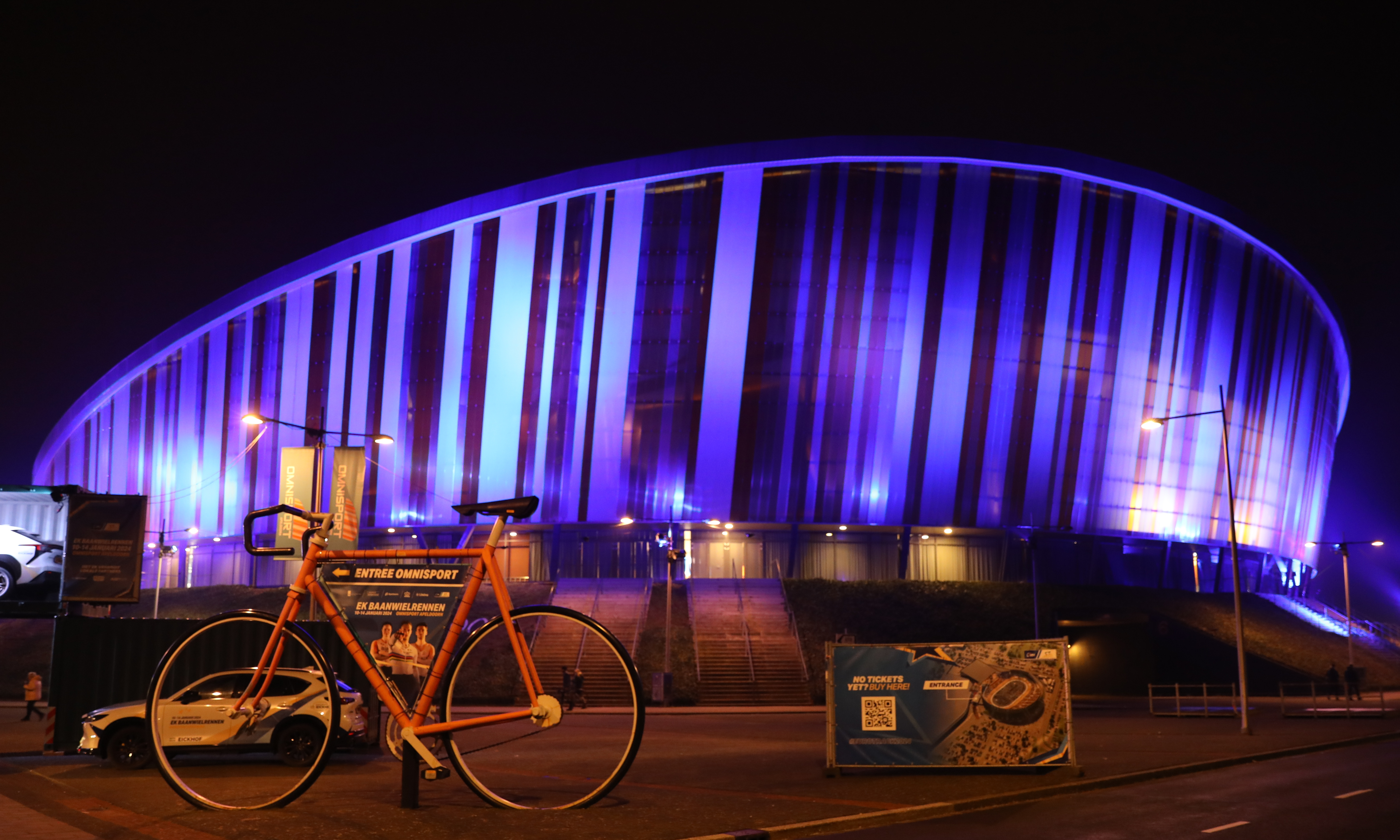
Außenansicht während der Bahn-EM 2024